# 氯莫环素
氯莫环素是四环素类抗生素中的一种能与tRNA结合，从而达到抑菌的效果的抗生素，又称为“氯摩环素”“氯摩四环素”“羟甲金霉素”或“羟甲氯四环素”。